# Gran Premio Industria e Artigianato 2011
Il Gran Premio Industria e Artigianato 2011, quarantacinquesima edizione della corsa e trentacinquesima con questa denominazione, valido come evento dell'UCI Europe Tour 2011 categoria 1.1, si svolse il 30 aprile 2011 su un percorso totale di 200 km. Fu vinto dallo spagnolo Ángel Vicioso che terminò la gara in 5h02'19", alla media di 39,693  km/h.
Al traguardo 38 ciclisti portarono a termine il percorso.

## Squadre e corridori partecipanti
| N.      | Cod. | Squadra                     |
| ------- | ---- | --------------------------- |
| 1-8     | FAR  | Farnese Vini-Neri Sottoli   |
| 11-18   | COG  | Colnago-CSF Inox            |
| 21-28   | DER  | De Rosa-Ceramica Flaminia   |
| 31-38   | ASA  | Acqua & Sapone              |
| 41-48   | AND  | Androni Giocattoli-C.I.P.I. |
| 51-58   | LIQ  | Liquigas-Cannondale         |
| 61-68   | DAN  | D'Angelo & Antenucci-Nippo  |
| 71-78   | WIT  | Wit                         |
| 81-88   | MKT  | Meridiana-Kamen Team        |
| 91-98   | OHT  | Ora Hotels-Carrera          |
| 101-108 | MIE  | Miche-Guerciotti            |
| 111-118 | ERI  | Eritrea                     |

## Ordine d'arrivo (Top 10)
| Pos. | Corridore          | Squadra       | Tempo    |
| ---- | ------------------ | ------------- | -------- |
| 1    | Ángel Vicioso      | Androni Gioc. | 5h02'19" |
| 2    | Giovanni Visconti  | Farnese Vini  | s.t.     |
| 3    | Mauro Finetto      | Liquigas      | s.t.     |
| 4    | Valerio Agnoli     | Liquigas      | s.t.     |
| 5    | Federico Rocchetti | De Rosa       | s.t.     |
| 6    | Federico Canuti    | Colnago       | s.t.     |
| 7    | Stefano Garzelli   | Acqua & Sap.  | s.t.     |
| 8    | José Serpa         | Androni Gioc. | s.t.     |
| 9    | Emanuele Sella     | Androni Gioc. | s.t.     |
| 10   | Jackson Rodríguez  | Androni Gioc. | s.t.     |